# 北極地質研究所岩
北極地質研究所岩（英語：Institut Geologii Arktiki Rocks）是南極洲的岩層，位於毛德皇后地的阿斯特里德公主海岸，長32公里，處於席爾馬赫山以南11公里，由德國探險隊發現和拍攝空中照片，現時由南極條約體系管理。